# Mladen Šerment
Mladen Šerment (Zagreb, 16. srpnja 1920. – Zagreb, 4. ožujka 1999.) bio je hrvatski kazališni, televizijski i filmski glumac.

## Životopis
Nakon završetka Glumačke škole pri Hrvatskom narodnom kazalištu u Zagrebu (1939. – '42.), nastupao je u Centralnoj kazališnoj družini ZAVNOH-a i Kazališnoj družini »August Cesarec«. Nakon rata glumio je u zagrebačkom HNK-u i Komediji te u Jugoslovenskom dramskom pozorištu u Beogradu, a najzapaženija ostvarenja dao je u Dramskom kazalištu »Gavella« (1954. – '76). Istaknuo se karakternim komičnim ulogama (Dundo Maroje Marina Držića; Kir Dima u Kir Janji Jovana Sterije Popovića; Argante u Molièreovim Scapinovim spletkama) te interpretacijama likova iz kajkavskog repertoara (Jakob Pavučec u Svoga tela gospodaru Slavka Kolara; Medobuz u Diogenešu i Smolko u Matijašu grabancijašu dijaku Tituša Brezovačkoga; Tamburlan u Činima barona Tamburlana). Bio je zapažen recitator kajkavske lirike (Balade Petrice Kerempuha Miroslava Krleže), a komičnim ulogama na dijalektu istaknuo se i na filmu (Svoga tela gospodar Fedora Hanžekovića, 1957., Zlatna arena u Puli), televiziji (Presvetli u seriji Gruntovčani Kreše Golika, 1975.) i radiju (Valent Žganec u drami Na rubu pameti Miroslava Krleže). Posuđivao je glas likovima iz animiranih filmova. Dobitnik je nagrade »Vladimir Nazor« za životno djelo 1984.

## Filmografija

### Televizijske uloge
- "Zagrljaj" (1988.)
- "Putovanje u Vučjak" kao Marijan Hanžek (1986. – 1987.)
- "Inspektor Vinko" kao referent Štef (1984.)
- "Punom parom" kao umirovljenik (1980.)
- "Mačak pod šljemom" kao Mikša (1978.)
- "Gruntovčani" kao Imbra Grabarić-Presvetli (1975.)
- "U registraturi" (1974.)
- "Mejaši" kao Imbra Grabarić-Presvetli (1970.)
- "Fiškal" kao Đurica (1970.)
- "Dnevnik Očenašeka" kao mirni gospodin savjetnik (1969.)

### Filmske uloge
- "Baka Bijela" kao muškarac u vrtu (1992.)
- "Mlada sila" (1988.)
- "Horvatov izbor" kao Marijan Hanžek (1985.)
- "Rano sazrijevanje Marka Kovača" (1981.)
- "Novinar" kao prodavač cvijeća Miškec (1979.)
- "Pravednik" (1974.)
- "Golgota" (1973.)
- "Gorčina u grlu" (1973.)
- "Kolinje" (1970.)
- "Paviljon broj VI" (1968.)
- "Politička večera" (1968.)
- "Mirotvorci" (1966.)
- "Službeni položaj" (1964.)
- "Vrapčić" (1964.)
- "Svanuće" (1964.)
- "Pred smrt" (1964.)
- "Jedna od onih godina" (1963.)
- "Mačak pod šljemom" kao Velečasni (1962.)
- "Priča o djevojčici i sapunu" (1962.)
- "Carevo novo ruho" kao rizničar (1961.)
- "Čovjek od važnosti" (1961.)
- "Gola cesta" (1961.)
- "Pozornica bez zavjese" (1961.)
- "Treći je došao sam" (1961.)
- "Uzbuna u Grand Hotelu" (1960.)
- "Ulica bez izlaza" (1960.)
- "Jurnjava za motorom" (1959.)
- "Nije bilo uzalud" kao kočijaš (1957.)
- "Svoga tela gospodar" kao Jakov (1957.)
- "Ne okreći se, sine" kao grobar (1956.)
- "Jubilej gospodina Ikla" kao policajac u policijskoj postaji (1955.)
- "Milioni na otoku" kao konobar (1955.)
- "Sinji galeb" kao Paško (1953.)

### Sinkronizacija
- glas mačka Azriela u "Štrumpfovima" (Radio Televizija Zagreb, 1985.)[2]
- glas žapca Ponča u "Toru i Ponču" (90-te)[2]

## Vanjske poveznice
- LZMK / Proleksis enciklopedija: Šerment, Mladen
- Mladen Šerment u internetskoj bazi filmova IMDb-u (engl.)
- www.yugopapir.com – Dubravko Stojsavljević: »Mladen Šerment, vječni zagorski muž: Presvetli, Krleža i "preseljačko" recitiranje...«